# 스펜서 콕스
스펜서 콕스(Spencer James Cox, 1975년 7월 11일, 유타주 마운트 플레젠트 ~ )는 미국의 정치인이다.

## 학력
- 스노 대학교 법무박사
- 유타 주립 대학교 예술학사
- 워싱턴 앤드 리 대학교 전문학사

## 경력
- 2013.01 ~ 2013.10 제60대 유타주 하원의원
- 2013.10 ~ 2021.01 제8대 유타주 부지사
- 2021.01 ~ 제18대 유타주 주지사
- 2022.07 ~ 2023.07 전국 주지사 연합 부의장
- 2023.07 ~ 2024.07 전국 주지사 연합 의장

## 역대 선거 결과
| 선거명      | 직책명                     | 대수 | 정당   | 득표율  | 득표수    | 결과 | 당락                 |
| ----------- | -------------------------- | ---- | ------ | ------- | --------- | ---- | -------------------- |
| 2012년 선거 | 하원의원 (유타 제58선거구) | 60대 | 공화당 | 100.00% | 11,839표  | 1위  | 유타주 하원의원 당선 |
| 2016년 선거 | 유타 부지사                | 8대  | 공화당 | 66.74%  | 750,840표 | 1위  | 유타 부지사 당선     |
| 2020년 선거 | 유타 주지사                | 18대 | 공화당 | 62.98%  | 918,754표 | 1위  | 유타 주지사 당선     |
| 2024년 선거 | 유타 주지사                | 18대 | 공화당 | 52.89%  | 781,431표 | 1위  | 유타 주지사 당선     |

## 참고 자료
- 스펜서 콕스 - X

| 전임 스티븐 샌드스트롬 | 제60대 하원의원 (유타 제58선거구) 2013년 1월 1일 ~ 2013년 10월 16일 | 후임 존 콕스 |

| 전임 그레그 벨 | 제8대 유타 부지사 2013년 10월 16일 ~ 2021년 1월 4일 | 후임 디드레 헨더슨 |

| 전임 게리 허버트 | 제18대 유타 주지사 2021년 1월 4일 ~ 2029년 1월 1일 |  |

| 전임 필 머피 | 전국 주지사 연합 부의장 2022년 7월 15일 ~ 2023년 7월 14일 | 후임 재러드 폴리스 |

| 전임 필 머피 | 전국 주지사 연합 의장 2023년 7월 14일 ~ 2024년 7월 12일 | 후임 재러드 폴리스 |